# Nationale Vereniging van Welzijnsorganisaties
De Nationale Vereniging van Welzijnsorganisaties (NVvWO) is een Surinaamse federatie van organisaties en personen op welzijnsgebied. De vereniging richt zich op de versterking van de aangesloten leden. De organisatie wil maatschappelijke organisaties, bedrijven en individuele burgers aansporen om hun bijdrage op dit gebied te leveren in de maatschappij en wil daarnaast de zelfredzaamheid stimuleren.
De NVvWO richt zich met name op vraagstukken als werkloosheid, armoede, jeugdprostitutie en criminaliteit. Ze biedt ondersteuning aan de overheid in het maken van beleidsplannen op de ministeries van Volksgezondheid, Onderwijs, en Sport- en Jeugdzaken.
De federatie werd in 2018 opgericht, met als vooriztter Robby Berghout. In 2022 nam Ivanildo Plein (tot dan toe vicevoorzitter) de voorzittershamer over.